# 정연주 (배우)
정연주(한국 한자: 鄭姸周, 1990년 2월 13일 ~ )는 대한민국의 배우이다.

## 학력
- 행신고등학교 (졸업)
- 한국예술종합학교 연극원 연기과 예술사 (졸업)

## 연기 활동

### 드라마
- 2012년 SBS 설날특집극 《널 기억해》
- 2012년 KBS2 월화드라마 《드림하이 2》 ... 이슬 역
- 2012년 KBS1 일일연속극 《별도 달도 따줄게》 ... 주연아 역
- 2013년 MBC 일일연속극 《오로라 공주》 ... 한수다 역
- 2013년 MBC 단막극 《드라마 페스티벌 - 아프리카에서 살아남는 법》 ... 김주경 역
- 2014년 SBS 플러스 월화드라마 《여자만화 구두》 ... 회사 직원 역
- 2014년 tvN 월화드라마 《마녀의 연애》 ... 정은채 역
- 2015년 JTBC 화요드라마 《선암여고 탐정단》 ... 박세유 역
- 2015년 tvN 금요드라마 《초인시대》
- 2015년 네이버 TV 웹드라마 《대세는 백합》 ... 세랑 역
- 2016년 네이버 TV 웹드라마 《대충사는 강대충씨》 ... 강대충 역
- 2017년 네이버 TV 웹드라마 《내일부터 우리는 ... 설록 역
- 2017년 SBS 드라마스페셜 《이판사판》 ... 이선화 역
- 2017년 oksusu 웹드라마 《회사를 관두는 최고의 순간》 ... 유혜영 역
- 2018년 oksusu 웹드라마 《뷰티풀 뱀파이어》 ... 란 역
- 2018년 tvN 토일드라마 《나인룸》 ... 한현희 역
- 2020년 KBS2 수목드라마 《포레스트》 ... 오보미 역

### 영화
- 2011년 《손님》 ... 자경 역
- 2012년 《늦은 밤》 ... 여자 역
- 2013년 《리턴 매치》 ... 유채인 역
- 2013년 《얼굴》 ... 정연 역
- 2015년 《쎄시봉》 ... 의상실 배우 역
- 2015년 《오늘영화》 ... 연주 역
- 2015년 《앨리스: 원더랜드에서 온 소년》 ... 수련 역
- 2016년 《굿바이 싱글》 ... 방송국 연예인 역 (특별출연)
- 2017년 《아이 캔 스피크》 ... 손아영 역
- 2017년 《아기와 나》 ... 순영 역
- 2018년 《탐정: 리턴즈》 ... 서희연 역
- 2018년 《늦여름》 ... 채윤 역
- 2018년 《각자의 미식》 ... 연주 역 (특별출연)
- 2018년 《뷰티풀 뱀파이어》 ... 란 역
- 2019년 《유정: 스며들다》 ... 민유리 역
- 2021년 《긴 하루》 ... 정윤 역
- 2021년 《나이트 크루징》
- 2022년 《모자산책》 ... 아이디 '아들' 역

## 방송
- 2015년 tvN 《SNL 코리아 시즌 6》 ... 고정 크루
- 2016년 tvN 《SNL 코리아 시즌 7》 ... 고정 크루

## 수상 경력
- 2011년 제5회 대단한 단편영화제 대단한 배우상
- 2012년 클레르몽페랑 국제 단편영화제 여우주연상